# Bombylius fulvonotatus
Bombylius fulvonotatus är en tvåvingeart som beskrevs av Christian Rudolph Wilhelm Wiedemann 1818. Bombylius fulvonotatus ingår i släktet Bombylius och familjen svävflugor. Inga underarter finns listade i Catalogue of Life.